# Linetta Wilson
Linetta Wilson, född den 11 oktober 1967, är en amerikansk före detta friidrottare som tävlade i kortdistanslöpning.
Wilson främsta merit är att hon ingick tillsammans med Rochelle Stevens, Maicel Malone-Wallace och Kim Graham i försöken på 4 x 400 meter vid Olympiska sommarspelen 1996. I finalen bytes hon emellertid ut mot Jearl Miles-Clark. Laget vann finalen på tiden 3.20,91 före Nigeria.

## Personliga rekord
- 400 meter - 51,02